# The Weight of the World (Buffy the Vampire Slayer)
The Weight of the World es el vigesimoprimer episodio de la quinta temporada de Buffy the Vampire Slayer.

## Argumento
Buffy (Sarah Michelle Gellar) continúa en estado catatónico, mientras las personas a quienes Glory (Clare Kramer) les robó la cordura y que ahora están bajo su control levantan una torre para que Dawn (Michelle Trachtenberg), quien está siendo preparada para el ritual, sea sacrificada. Todo lo que Glory tiene que hacer es desangrarla en un lugar y a una hora determinada para que esto abra el portal. Mientras, Glory tiene problemas con su vasija humana, Ben (Charlie Weber), que empieza a recordar cosas de su vida, algo que ella no quiere.
Spike (James Marsters) es el único que es inmune a la magia de camuflaje y recuerda que Ben se convirtió en Glory, pero le resulta muy difícil hacer que los otros le comprendan. Spike y Xander (Nicholas Brendon) van donde Doc (Joel Grey) para preguntarle si él sabe algo que podría ayudarles a derrotar a Glory. Spike se da cuenta de que trata de esconderles una caja. Pelean con Doc cuando averiguan que éste adora a Glory, pero logra lanzar la caja al fuego de la chimenea. Mientras Spike rescata la caja, Xander clava una espada en el pecho de Doc. Ambos se van con el objeto, pero no ven que Doc se levanta.
Ben logra tomar el control y trata de sacar a Dawn de allí, golpea a uno de los servidores de Glory y escapa con la niña. En un callejón, Dawn espera a que Ben se distraiga para golpearlo en la cabeza. Pero no puede huir porque Ben se transforma en Glory y la atrapa de nuevo. Ben y Glory comienzan a discutir ya que la cercanía del momento para abrir el portal ha distorsionado la magia que encierra a la diosa en el humano, permitiendo que ambos puedan conversar por primera vez. Ben rechaza los planes de Glory no solo porque esto significaría el fin del mundo, también porque su liberación lo destruiría, pero ella promete a Ben una vez que sea nuevamente una diosa resucitarlo otorgándole la inmortalidad, por lo que Ben acepta y regresa con Dawn al escondite de Glory.
Willow (Alyson Hannigan) logra entrar en la mente de Buffy para sacarla del estado en el que se encuentra. Dentro de la mente de Buffy, Willow ve recuerdos importantes de su amiga. Habla con Buffy de niña, cuando Joyce (Kristine Sutherland) entra con Hank (Dean Butler) y Dawn casi recién nacida. La pequeña Buffy promete cuidar a su hermana. Luego sigue el momento en el que repone un libro de la biblioteca de la tienda de magia, momento que se repite en su mente una y otra vez. Se ve al espíritu guía decirle a la Cazadora que la muerte es su regalo. Willow, todavía en la mente de Buffy, la sigue a la habitación de Dawn, donde ve horrorizada cómo Buffy coge una almohada y asfixia a su hermana. Willow le pregunta por qué lo ha hecho y Buffy solo responde que de todas formas ya ha matado a Dawn, explicando que ser culpable de la muerte de Dawn es su interpretación del mensaje en el desierto. 
Willow se da cuenta de que algo importante pasó con Buffy en el momento en que ponía el libro en la tienda, ya que esta escena se repite constantemente. Buffy le explica que fue el momento en que se resignó a que iba a perder contra Glory y que en ese momento no le importaba, solo quería que todo terminara. Sabía que Dawn iba a morir y que algo espantoso le ocurriría, pero estaba cansada de pelear y que por eso su hermana está muerta. Willow le dice que no es así, que Dawn está viva, que es solo un sentimiento de culpa y tiene que regresar para salvar a Dawn. Willow se da media vuelta y le dice a Buffy que tiene que ir con ella. Buffy despierta y llora desconsoladamente mientras Willow la abraza.
Buffy llega a la tienda mientras Giles examina un texto que estaba dentro de la caja que encontraron Spike y Xander, donde se explica el ritual que prepara Glory. Le explica a Buffy que Glory pretende abrir todos los portales dimensionales y para ello usará la sangre de Dawn. La única forma de cerrarlos es que la sangre de Dawn deje de fluir, lo que se conseguirá con su muerte.

## Reparto

### Personajes principales
- Sarah Michelle Gellar como Buffy Summers.
- Nicholas Brendon como Xander Harris.
- Alyson Hannigan como Willow Rosenberg.
- Emma Caulfield como Anya Jenkins.
- Michelle Trachtenberg como Dawn Summers.
- James Marsters como Spike.
- Anthony Stewart Head como Rupert Giles.

### Apariciones especiales
- Kristine Sutherland como Joyce Summers.
- Clare Kramer como Glory.
- Charlie Weber como Ben.
- Amber Benson como Tara Maclay.
- Joel Grey como Doc.
- Dean Butler como Hank.

## Producción
La espada que empuña Doc está diseñada por Kit Rae y se llama Sword of Darkness de su colección de espadas antiguas.[cita requerida]

## Continuidad
Aquí se presentan los hechos que o bien influyen en la quinta temporada exclusivamente, o bien que viniendo de episodios anteriores influyen en este. Y por último, acontecimientos que ocurren en este episodio que influyen en las demás temporadas o en alguna otra temporada.

### Para la quinta temporada
- Aparece Doc, el demonio que ayudó a Dawn en Forever.

### Para todas o las demás temporadas
- Vuelven a aparecer Joyce y Hank Summers, los padres de Buffy.